# 曾學文
曾學文（1964年—），中國剧作家、学者，一級編劇，厦门市台湾艺术研究院院长。著有《廈門戲曲》、《歌仔戲史》（與顏梓和合著）、《百年坎坷歌仔戲》（與陳耕合著）等書。
編創的歌仔戲現代戲《邵江海》得到2007年中華人民共和國文化部第12屆文華獎的單項獎「文華劇作獎」，是21世紀第1部得到文華劇作獎的歌仔戲（史上第2部，20世紀惟1得文華劇作獎的歌仔戲是現代戲《戲魂》）。